# NGC 3732
NGC 3732 ist eine linsenförmige Galaxie mit ausgedehnten Sternentstehungsgebieten vom Hubble-Typ SB0/a im Sternbild Becher am Südsternhimmel. Sie ist schätzungsweise 70 Millionen Lichtjahre von der Milchstraße entfernt und hat einen Durchmesser von etwa 30.000 Lichtjahren. 

Im selben Himmelsareal befinden sich u. a. die Galaxien NGC 3721, NGC 3722, NGC 3724, NGC 3730.
Das Objekt wurde am 4. März 1786 von Wilhelm Herschel entdeckt.